# RUR-5 ASROC
RUR-5 ASROC är en amerikansk ubåtsjaktrobot som utvecklades för den amerikanska flottan under 1950-talet och togs i tjänst 1961. Roboten kunde bära en målsökande torped eller en W44 kärnvapensjunkbomb på 10 kt.

## Användare
- Brasiliens flotta
- Greklands flotta
- Italiens flotta
- Japans marina självförsvarsstyrkor
- Kanadas flotta
- Mexikos flotta
- Pakistans flotta
- Spaniens flotta
- Sydkoreas flotta
- Taiwans flotta
- Thailands flotta
- Turkiets flotta
- Deutsche Marine
- USA:s flotta